# Festa Nacional de la Llana i Casament a Pagès
La Festa Nacional de la Llana i el Casament a Pagès és una festa que la vila de Ripoll (Ripollès) celebra any rere any el cap de setmana posterior a la festa major de Sant Eudald, que s'escau el dia 11 de maig. La Festa de la Llana i Casament a Pagès es pot definir com la festa més tradicional de Ripoll. Es tracta d'un casament que d'una banda s'hi recrea l'enllaç religiós entre l'hereu i la pubilla de dues cases benestants. El casament se celebra al Monestir de Santa Maria de Ripoll. L'altra part de la festa, de fet la primera que es va idear, és una demostració de com s'esquilaven antigament les ovelles amb tisores, juntament amb altres oficis tradicionals relacionats amb el món de la llana. A més, en el curs de la celebració hi ha un concurs amb maquinària actual, on es proclama el campió de Catalunya d'esquilar ovelles. La festa és un símbol de la vida rural que genera una imatge concreta sobre un poble de muntanya.

## La Festa de la Llana

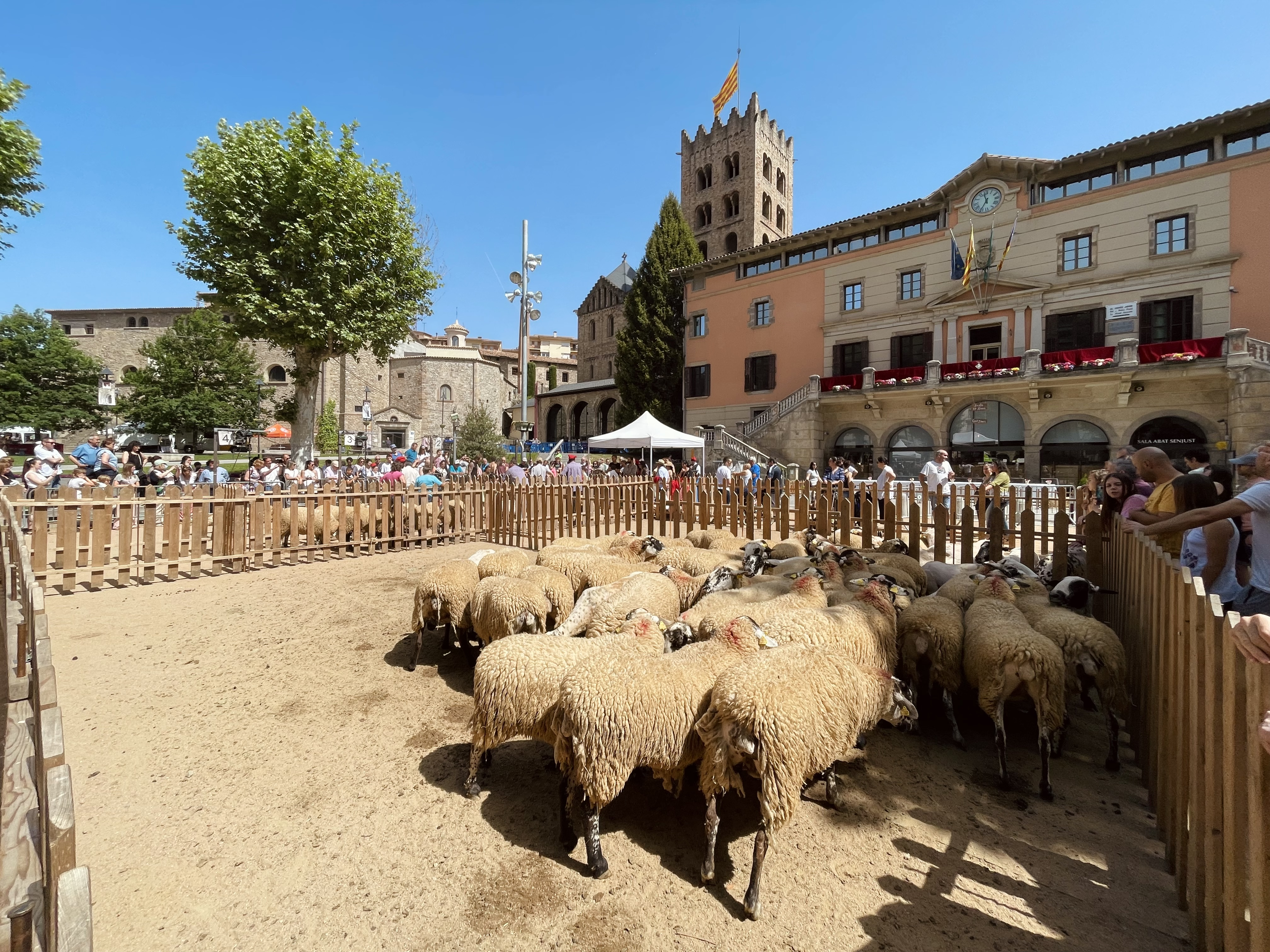
Festa Nacional de la Llana i Casament a Pagès

Actualment, la Festa de la Llana (o «la Llana») se celebra al voltant de la plaça de l'Ajuntament. L'espai que ocupa a la festa mesura aproximadament 8x10 metres i està format per dues parts. Per una banda, hi ha un tancat per a les ovelles dividit en una zona que s'anomena corral (on les ovelles esperen per ser esquilades o reposen un cop les han esquilat), quatre box (petits espais tancats amb dues portes, que permeten l'entrada i sortida de les ovelles just abans o després de ser esquilades) i la zona de màquines (on s'esquilen). Al principi el tancat es feia amb deu o dotze troncs de roure i boixos. Actualment és un tancat de fusta amb acabat de punxes i diferents portes que ajuden al pas del bestiar. I, per l'altra banda hi ha un entarimat on es col·loquen les filadores i el matalasser.

## El Casament a Pagès
El Casament a Pagès és acte festiu i una cerimònia religiosa d'una parella de nuvis que celebren el seu enllaç engalanats amb vestits tradicionals. Recorren els carrers de Ripoll en comitiva i tenen dos punts de trobada importants: la casa pairal, on es fa la petició de mà de la núvia, i el Monestir de Santa Maria de Ripoll, on se celebra el sagrament del matrimoni. El Casament a Pagès comença pels volts de les vuit del matí, quan el sastre arriba a la casa del nuvi i el vesteix. La núvia marxa a la perruqueria Lluïsa on la pentinen, la maquillen i la comencen a vestir fins que arriba el sastre que acaba de retocar la seva imatge. Cap a dos quarts d'onze del matí, el Casament pren la seva dimensió pública. Una comitiva (se l'anomena comitiva del nuvi) formada per genets a cavall (vestits amb camises blaves i pantalons foscos) i els col·laboradors del CIT (amb camisa blanca, pantalons foscos, faixa i barretina) van a buscar el nuvi a casa seva. L'enfilen damunt un cavall i comencen el seguici pels carrers de Ripoll.

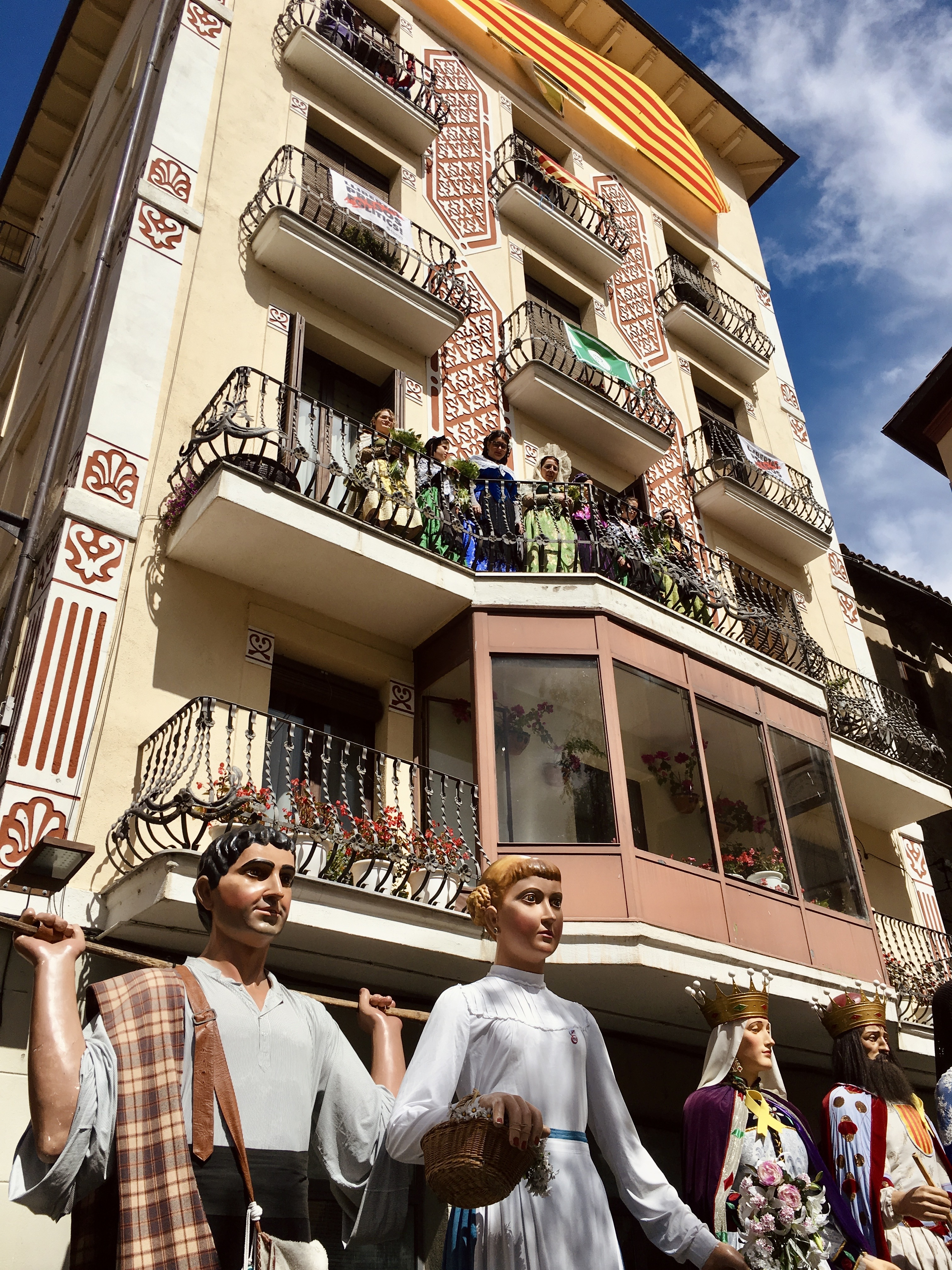
La núvia Natàlia Fernàndez i la comitiva surten al balcó, en el Casament a Pagès de 2019. A baix, els Gegants.

Les referències històriques i del folklorisme ripollès en el casament El Casament a Pagès és la representació d'un tipus de reproducció social que tenia molt a veure amb el sistema d'herència comú de l'anomenada Catalunya Vella i que estava centrat en la figura de l'hereu. L'arribada del segle xix representà la introducció de canvis en l'àmbit polític, social i econòmic que van acabar soscavant el sistema d'hereu que s'havia mantingut vigent fins aleshores. Les ciutats es van convertir en el centre de la vida econòmica i la industrialització va esdevenir una nova font de riquesa i d'ascens social que tenia un origen clarament urbà (Ferrer Alòs, 2006: 97).
/>.
L'any 1966 l'Ajuntament de Ripoll va crear una Comissió de Turisme i va resoldre promoure la constitució d'una entitat autònoma per a la gestió turística,49 a més de fomentar les activitats culturals i festives de la vila. L'octubre del mateix any es constituí la comissió organitzadora del Centre d'Iniciatives i Turisme de Ripoll i Comarca. Tot i que en la documentació interna no s'especifica qui formà part d'aquesta comissió, s'esmenta que el nucli principal de la primera junta en fou el responsable. El febrer de 1967 es va legalitzar l'entitat i es va registrar a la Dirección General de Promoción del Turismo. Els centres d'iniciatives són un fenomen que es pot resseguir per tot l'Estat espanyol. A la comarca, per exemple, se’n va crear també un a Sant Joan de les Abadesses. En l'actualitat a Catalunya només queden actius dos CIT, el d'Olot i el de Ripoll. En canvi la seva presència a la resta de l'Estat espanyol és més important.50 La	primera	etapa	del	CIT	de	Ripoll	comprèn	des	del	1966	fins	el	1980.	És	una	etapa fundacional, on la dinàmica de l'entitat mostra una determinació clara en els seus objectius i una organització a partir de diverses comissions. La finalitat era convertir	Ripoll	en	un	destí	turístic.	És	quan	es	va	crear	la	Festa	Nacional	de	la	Llana	i Casament a Pagès, iniciant una nova etapa en la patrimonialtizació en un moment en què la cultura popular adquirirà un paper protagonista. La primera junta tingué la següent composició:
Junta Ros i Oller (1967-1973) President: Santiago Ros i Oller Sots-president: Gonçal Cutrina i Sorinas Secretari: Josep Maria Mercadal Sots-Secretari: Joan Mochales i Antolí Tresorer: Joan Ventura i Mena Comptador: Joan Portell Valldeneu Vocals: Miquel Costa i Salarich, Joaquim Creixans i Pujol, Jordi Maideu i Palomeras, Jaume Surroca i Vaquer, Joan Vilaplana i Ruches.
 Arxivat 2016-09-23 a Wayback Machine.
http://www.ccma.cat/tv3/alacarta/divendres/50a-edicio-de-la-festa-nacional-de-la-llana-i-el-casament-a-pages-de-ripoll/video/5597355/
Durant tot el dia, Ripoll s'omple de tradició i vesteix el poble de parades amb productes artesanals i típics del país. A més, Ripoll és el poble escollit aquest dia per fer una trobada d'hereus i pubilles de tot Catalunya, passant des de la Pubilla de Ripoll o l'Hereu de Ripoll fins a la Pubilla de Catalunya o l'Hereu de Catalunya. Representació de pobles com Calella, l'Escala, Figueres, Selva, Canet de Mar o Navarcles són convidades a Ripoll, on són partícips dels actes que se celebren.